# Epitaffio di Sicilo

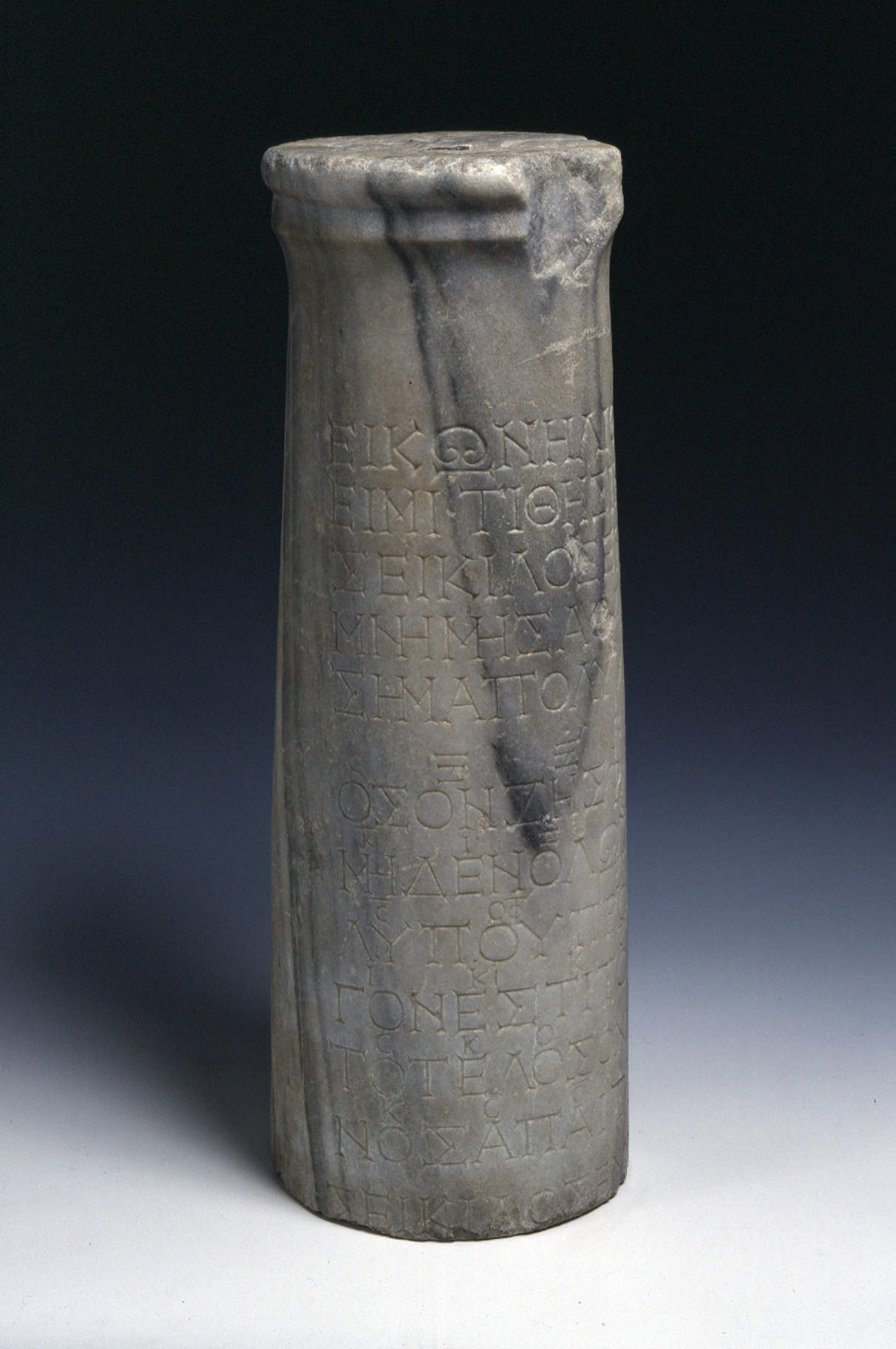
Epitaffio di Sicilo

L'Epitaffio di Sicilo è un documento musicale dell'antica Grecia, costituito da 12 righe di testo, di cui 6 accompagnate da notazione alfabetica greca di una melodia musicale frigia in otto misure, scolpite su una stele funeraria di marmo. Ritrovato a Aydın, in Anatolia, nel 1883, la sua datazione varia dal II secolo a.C. al II secolo d.C. e per questo può essere considerato il più antico brano musicale completo, a differenza di numerosi e frammentari inni delfici scritti nel II secolo a.C. circa. Dal 1966 l'epitaffio è conservato nel museo nazionale danese (numero di catalogo: 14897).

## Storia

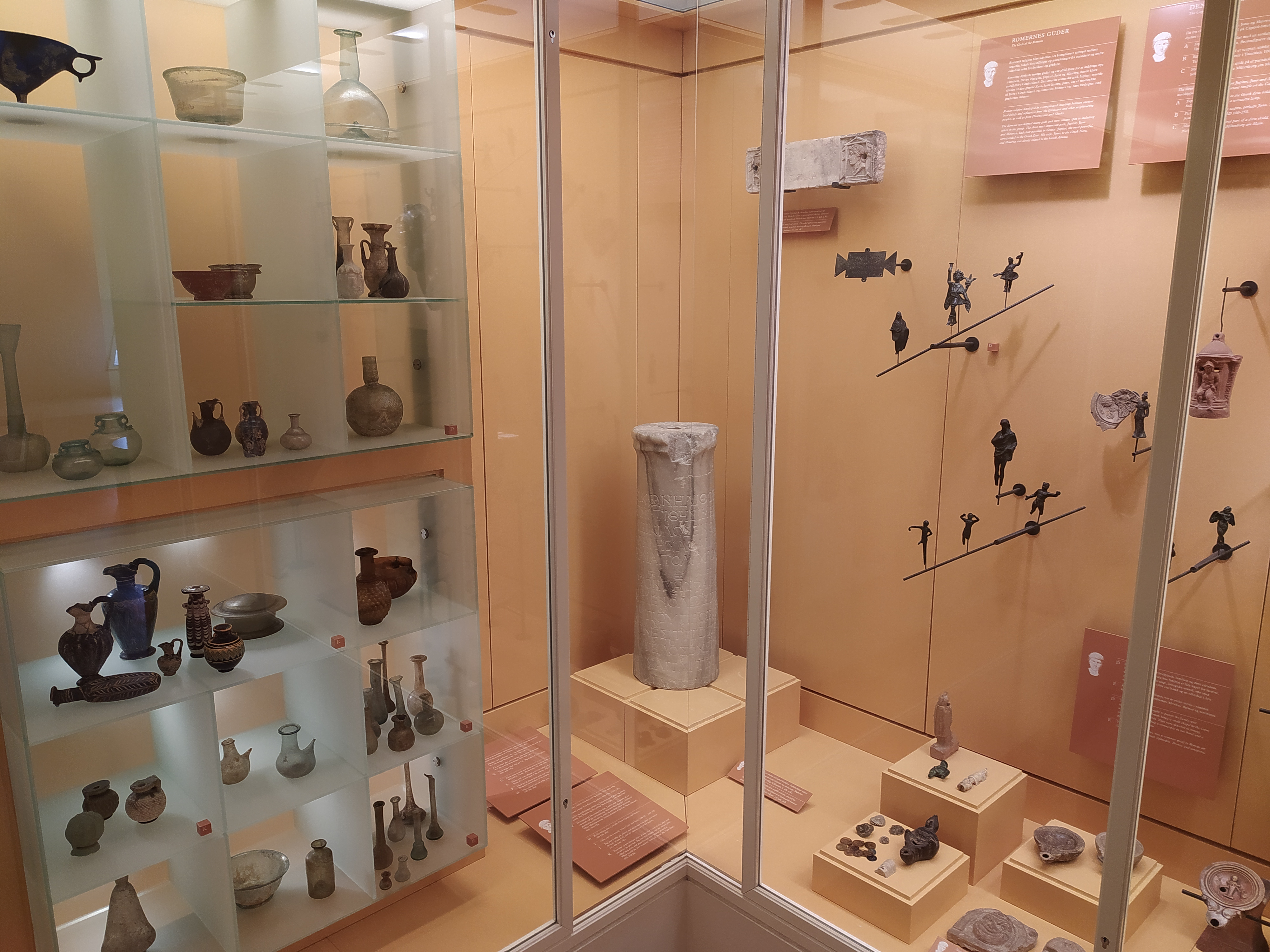
Luogo dove l'epitaffio è esposto al museo nazionale danese.

La stele, trovata durante alcuni lavori per la costruzione di una ferrovia nei pressi di Aydın, inizialmente rimase in possesso del proprietario della ditta di costruzione, Edward Purser; soltanto dopo, nel 1883, fu trovata da William M. Ramsay a Tralles, una piccola città vicino ad Aydın. Intorno al 1893, l'epitaffio riportava molti danni: la parte inferiore era rotta; la base era stata tagliata da Purser, affinché stesse in piedi come piedistallo per un vaso di fiori della signora Purser: l'epitaffio ora stava perfettamente in piedi, ma il taglio alla base causò la perdita di una linea di testo. La stele passò poi al genero di Purser, Young, che la tenne a Buca, vicino a Smirne; qui rimase fino al 1922, quando il console olandese di Smirne portò con sé l'epitaffio a l'Aia. Dal 1966 è conservato al Museo nazionale danese, a Copenaghen (no. 35 e sala 11; numero di catalogo 14897).

## Melodia e testo
La trascrizione diplomatica della stele è la seguente:
|  | ΕΙΚΩΝΗΛΙΘΟΣ ΕΙΜΙ∙ΤΙΘΗΣΙΜΕ ΣΕΙΚΙΛΟΣΕΝΘΑ ΜΝΗΜΗΣΑΘΑΝΑΤΟΥ ΣΗΜΑΠΟΛΥΧΡΟΝΙΟΝ ΟΣΟΝΖΗΣΦΑΙΝΟΥ ΜΗΔΕΝΟΛΩΣΣΥ ΛΥΠΟΥΠΡΟΣΟΛΙ ΓΟΝΕΣΤΙΤΟΖΗΝ ΤΟΤΕΛΟΣΟΧΡΟ ΝΟΣ ΑΠΑΙΤΕΙ ΣΕΙΚΙΛΟΣ ΕΥΤΕΡ |

La si può suddividere in tre parti:
1. l'epigramma, un distico elegiaco,[5];
2. la melodia, con un carme di quattro versi disteso su sei righe[6]; trattasi di un memento mori sullo stile del carpe diem di Orazio, assai frequente negli epitaffi antichi;
3. la dedica.

### Epigramma
| Così recita:                                                                   | Trascritto:                                                                          | Tradotto in italiano:                                                                            |
| ------------------------------------------------------------------------------ | ------------------------------------------------------------------------------------ | ------------------------------------------------------------------------------------------------ |
| «Εἰκὼν ἡ λίθος εἰμί· τίθησί με Σείκιλος ἔνθα μνήμης ἀθανάτου Σῆμα πολυχρόνιον» | «Eikṑn hḕ líthos eimí; títhēsí me Sèikilos éntha mnḕmēs athanátū sḕma polychrónion.» | «Un'immagine, la pietra, [io] sono; mi pone qui Sicilo, di un ricordo immortale segno durevole.» |

### L'epitaffio
| Il testo                                                                                    | Trascritto:                                                                                    | Tradotto in italiano                                                                                                 |
| ------------------------------------------------------------------------------------------- | ---------------------------------------------------------------------------------------------- | --- |
| «Ὅσον ζῇς φαίνου· μηδὲν ὅλως σὺ λυποῦ· πρὸς ὀλίγον ἐστὶ τὸ ζῆν. τὸ τέλος ὁ χρόνος ἀπαιτεῖ.» | «Hòson zḕs, phàinū: mēdèn hòlōs sỳ lypū̀; pròs olìgon estì tò zḕn tò tèlos ho chrònos apaitèi.» | «Finché vivi, mostrati al mondo, non affliggerti per niente: la vita è breve. Il tempo esige infine il suo tributo.» |

In questa ricostruzione della stele funeraria si possono notare, sopra ogni riga di testo, lettere che indicano la melodia e segni che indicano la durata:
- Il punto • , chiamato anche stigmè, indica il tempo forte
- Le parentesi orizzontali ⏝ collegano gruppi di note
- Il trattino ― , chiamato anche disème, raddoppia la durata della nota
- I due trattini perpendicolari ⏗ , anche detti trisème, triplicano la durata della nota

Nella melodia è stata utilizzata la scala ionica: un particolare tipo di scala in cui ogni lettera greca ha un valore differente, secondo il seguente schema
Il che, tradotto in notazione moderna, dà questo risultato:

### Dedica
Dopo la melodia, la stele presenta la dedica:
che significa «Sicilo a Euterpe» (Seikilos Euter[pēi]), probabilmente la moglie di Sicilo. Una ricostruzione alternativa della dedica è:
che può significare «Sicilo [, figlio] di Euterpo» (Seikilos Euter[pou]) oppure «Sicilo [, figlio] di Euterpe», musa della musica.

## Influenza culturale
La melodia dell'epitaffio di Sicilo viene citata nella Composizione n. 2 di Bruno Maderna, lavoro sinfonico del 1950 ed è il titolo di una composizione di Ennio Morricone, dove sono riuniti altri esempi di notazione musicale giunti fino ai nostri giorni.
Nel film kolossal Quo vadis (1951), l'imperatore Nerone, impersonato da Peter Ustinov, canta la melodia dell'epitaffio di Sicilo mentre suona la lira, sia tra i suoi cortigiani, sia contemplando l'incendio di Roma.
Inoltre il brano è incluso nella colonna sonora del videogioco Assassin's Creed Odyssey, ambientato proprio nell'antica Grecia.